# Maison de Traînel
 (février 2019).

## Maison de Traînel
- Déodat de Traînel ou Dieudonné de Traînel († avant 1079). Premier seigneur de Traînel connu. Il est cité comme témoin dans une charte de l'archevêque de Sens Richer et du comte de Champagne Thibaud Ier de Champagne en faveur du chapitre de Saint-Quiriace de Provins. Le nom de son épouse est inconnu, mais il a probablement au moins un enfant :
  - Pons Ier de Traînel, qui suit.
- Pons Ier de Traînel (né vers 1035, † avant 1095), seigneur de Traînel et de Pont-sur-Seine. Il épouse Mélisende Caravicina de Monthléry dite La Jeune ou Chère Voisine, fille de Gui Ier, seigneur de Montlhéry, et d'Hodierne de Gometz, dont il a au moins trois enfants :
  - Anseau de Traînel, probablement mort jeune.
  - Garnier Ier de Traînel, qui suit.
  - Philippe de Traînel, dit Milon, évêque de Troyes de 1081 à 1121.
  - peut-être un autre enfant qui serait l'ancêtre de Gui de Traînel dit Gasteblé († après 1217) et de Garnier de Traînel, évêque de Troyes de 1193 à 1205.
- Garnier Ier de Traînel dit L'Ancien (né vers 1055, † après 1110), seigneur de Traînel et de Pont-sur-Seine. Il fait prisonnier Lambert de Guînes, évêque d'Arras, alors qu'il se rend au Concile de Clermont. Immédiatement averti, son frère Philippe de Traînel, évêque de Troyes, lui adresse des remontrances et le somme de le délivrer. Garnier demande pardon à Lambert puis le libère. Entre-temps, le pape Urbain II le menace d'excommunication et demande à Richer, archevêque de Sens, de fulminer la sentence. Entre 1104 et 1108, il accompagne le comte de Champagne Hugues Ier en croisade en terre sainte. En 1110, il fonde le prieuré de Saint-Hilaire. Il épouse Adélaïde, dont le nom de son épouse est inconnu, dont il a au moins trois enfants :
  - Pons II de Traînel (né vers 1080, † après 1146). Dès 1100, il fait partie de la cour du comte de Champagne Hugues Ier. En 1106, il enlève et épouse de force Mathilde de la Ferté-Milon, fille d’Hugues Le Blanc, seigneur de la Ferté-Milon, et d'Helvide de Soissons, alors fiancée à Galeran de Senlis, chambrier du roi. Ce mariage sera annulé en 1106 par l’évêque Brunon, légat du pape, et Mathilde de la Ferté-Milon épousera par la suite Hervé II de Donzy. Pour expier son crime, Pons se fait moine à l'abbaye de Preuilly. Il meurt sans descendance.
  - Anseau de Traînel, qui suit.
  - Garin de Traînel, tige de la branche dite de Venizy, qui suit plus loin.
- Anseau Ier de Traînel dit Le Vieux (né vers 1085, † après 1146), seigneur de Traînel. Il contribue à la fondation de l'abbaye de Vauluisant. Il épouse Hélissent de Montmirail, fille de Gaucher de Montmirail, seigneur de Montmirail et de la Ferté-Gaucher, et d’Élisabeth de Châtillon, dont il a cinq enfants. Une fois veuve, Hélissent de Montmirail se retire au prieuré de Foicy, dont elle devient prieure.
  - Anseau II de Traînel, qui suit.
  - Élisabeth de Traînel, qui épouse Hugues III de Plancy, d'où postérité.
  - Garnier II de Traînel, tige de la branche dite de Marigny, qui suit plus loin.
  - Garin de Traînel, qui se fit convers à Prully. Le nom de son épouse est inconnu, mais il a au moins deux enfants :
    - Philippe de Traînel, abbé de Saint-Loup de Troyes.
    - Théceline de Traînel, dame d'Ermel.

  - Milon de Traînel, abbé de Saint-Marien d’Auxerre en 1155 à 1202.
- Anseau II de Traînel dit Le Jeune ou Le Bouteiller (né vers 1125, † en 1188 ou 1189), seigneur de Traînel et bouteiller du comte de Champagne Henri Le Libéral, avec qui il participe à la deuxième croisade, accompagné de son frère puîné Garnier. En 1153, il est fiancé avec Alix de Donzy, fille de Geoffroi III de Donzy, mais  Étienne de Sancerre, frère cadet d'Henri de Champagne, l'épouse avant lui. Il épouse par la suite Ermesinde de Bar-sur-Seine, fille du comte de Bar-sur-Seine Gui Ier et de Pétronille de Chacenay, dont il a deux enfants :
  - Anseau III de Traînel, qui suit.
  - Marie de Traînel , dame de Charmoy. Elle ne semble pas avoir été mariée ni avoir eu de postérité. Elle aurait été lépreuse à la léproserie des Deux-Eaux.
- Anseau III de Traînel († entre 1208 et 1212), seigneur de Traînel et de Sacey. Il sert deux fois de caution pour le roi de France Philippe-Auguste. Il épouse Ide de Brienne (peut-être fille d'Érard II de Brienne et d'Agnès de Montfaucon ?), dont il a deux enfants. À la mort d'Anseau, ses enfants étant trop jeunes pour gouverner, c'est sa veuve Ide qui se charge d'administrer Traînel pour leur compte.
  - Anseau IV de Traînel, qui suit.
  - Érard de Traînel († avant 1258), seigneur de Foissy-sur-Vanne. Il épouse en premières noces Agnès Cauda de la Queue-en-Brie, puis en secondes noces Yolande de Montaigu. De l'une des deux, il a un enfant :
    - Jean de Traînel, seigneur de Foissy-sur-Vanne. Probablement mort jeune sans descendance.
- Anseau IV de Traînel, dit Le Gros († en 1239), seigneur de Traînel et de la Villeneuve-aux-Riches-Hommes. En 1222, il sert de caution pour le roi de France Philippe-Auguste. En 1239, il participe à la croisade des barons, avec Robert de Courtenay et Jean de Mâcon, où il trouve la mort. Il épouse Sibylle Britaud, fille de Henri Britaud, seigneur de Nangis, et Ermengarde de Bolegny, dont il a plusieurs enfants :
  - Henri Ier de Traînel, qui suit.
  - d'autres enfants cités mais non nommés dans une charte de 1248.
- Henri Ier de Traînel, dit de Villeneuve († avant 1281), seigneur de la Villeneuve-aux-Riches-Hommes (il ne succède pas à son père au titre de seigneur de Traînel, qui semble aller à une branche cadette de la branche de Marigny). Il épouse Jeanne de Melun, fille d’Adam III, vicomte de Melun, et de Comtesse de Sancerre, dont il a au moins un enfant :
  - Henri II de Traînel, qui suit.
- Henri II de Traînel († avant 1314), seigneur de la Villeneuve-aux-Riches-Hommes. Le nom de son épouse est inconnu, mais il a au moins un enfant :
  - Henri III de Traînel, qui suit.
- Henri III de Traînel († après 1315), seigneur de la Villeneuve-aux-Riches-Hommes. Probablement mort sans postérité.

### Branche de Venizy
- Garin de Traînel-Venizy (né vers 1090, † vers 1149), seigneur de Venizy. Il épouse une femme prénommé Péronelle mais dont le nom de famille est inconnu, avec qui il a au moins cinq enfants :
  - Anseau de Traînel-Venizy, qui suit.
  - Fréhier de Traînel-Venizy, cité dans plusieurs chartes et qui semble avoir eu postérité.
  - Hugues de Traînel-Venizy, cité dans des chartes de 1152 et 1153.
  - Mélissent de Traînel-Venizy, probablement dame douairière de Marcilly, elle apparait également sous le nom de Mélisende de Méry. Elle épouse avant 1149 Simon Fournier, fils de Geoffroi II Fournier de Troyes et de son épouse Laure et a au moins deux enfants : 
    - Garin Fournier de Méry, chevalier.
    - Garnier Fournier, chevalier puis clerc et enfin chantre du chapitre de Traînel.

  - Péronelle de Traînel-Venizy, dite Comtesse de Venizy, qui épouse Pierre de Courtry, seigneur du Châtel, avec qui elle a plusieurs enfants : Mile, Anseau, Frahier, Garin et Héloïse qui est moniale à l'abbaye du Paraclet.
- Anseau de Traînel-Venizy (né vers 1125, † après  1158), seigneur de Venizy. Il épouse avant 1152 Isabelle de Nangis, d'origine capétienne, fille de Fleury de France, seigneur de Nangis et fils du roi des Francs Philippe Ier, avec qui il a deux filles :
  - Adélaïde de Traînel-Venizy († en 1221), dame de Venizy et Saint-Valérien, qui épouse en premières noces André de Brienne, seigneur de Ramerupt, d'où postérité. Veuve, elle épouse en secondes noces Gaucher de Joigny, seigneur de Château-Renard, mais n'a pas de postérité avec lui.
  - Héloïse de Traînel-Venizy († vers 1225), dame de Nangis, qui épouse Pierre Britaud, vicomte de Provins, d'où postérité.

### Branche de Marigny
- Garnier II de Traînel (né vers 1130, † en 1194), seigneur de Marigny. Il fait partie des proches du comte de Champagne Henri Le Libéral, avec qui il participe à la deuxième croisade, accompagné de son frère aîné Anseau. En 1175, il est le sénéchal du comte de Nevers. En 1188, il fonde le Prieuré de Marigny. Il épouse Adèle de Marigny, dont il a au moins cinq enfants :
  - Garnier III de Traînel, qui suit.
  - Hélisende de Traînel, qui épouse Clarembaud V, seigneur de Chappes, fils de Clarembaud III de Chappes et d'Ermengarde de Montlhéry, d'où postérité.
  - Gisle de Traînel, qui épouse Hugues Ier de Vergy, fils de Guy de Vergy et d'Adélaïde de Beaumont, d'où postérité.
  - Agnès de Traînel dite de Marigny, dame de Resson qui se fait converse au Paraclet vers 1194. Le nom de son époux est inconnu, mais elle aurait eu deux enfants :
    - Thibaut de Marigny, qui épouse une certaine Lethuise. Probablement mort jeune.
    - Anseau de Marigny, cité dans une charte de 1194.

  - une autre fille qui épouse Hardouin de Méry dont elle a plusieurs enfants :
    - Gautier de Marigny, archidiacre de Troyes.
    - Manassès de Méry.
    - Euphémie de Méry, religieuse au Paraclet.
- Garnier III de Traînel († après 1217), seigneur de Marigny. Il sert plusieurs fois de caution pour le roi de France Philippe-Auguste. Il épouse Agnès de Mello, dame de Voisines, fille de Dreux IV de Mello, seigneur de Saint-Bris, et d’Ermengarde de Toucy, dont il a huit enfants :
  - Garnier IV de Traînel, qui suit.
  - Dreux Ier de Traînel, qui reprend le titre de seigneur de Traînel, qui suit plus loin, tige de la seconde branche de Traînel.
  - Anseau V de Traînel, seigneur de Voisines, qui suit plus loin, tige de la branche dite de Voisines.
  - Guy de Traînel, archidiacre et doyen de Laon, puis évêque de Verdun en 1245.
  - Alix de Traînel, qui épouse Pons V, vicomte de Polignac, fils d'Heracle, vicomte de Polignac, et de Bélisende d’Auvergne, d'où postérité.
  - Élisabeth de Traînel, morte jeune et probablement sans postérité. En 1225, son frère Garnier fait un don à l'abbaye du Paraclet pour le repos de son âme.
  - Hélissent de Traînel, qui épouse Gautier, seigneur de Reynel, d'où postérité.
  - Ermengarde de Traînel, qui épouse Pierre Jollain, vicomte de Ligny-Le-Châtel.
- Garnier IV de Traînel († avant 1256), seigneur de Marigny. Il épouse Hélisende de Rethel, dame de Perthes et Tagnon, veuve de Thomas, comte du Perche, fille d’Hugues II, comte de Rhetel, et de Félicité de Broyes dite de Beaufort, dont il a deux enfants :
  - Garnier V de Traînel, qui suit.
  - Félicité de Traînel, qui épouse en premières noces Geoffroy III de Grandpré, seigneur de Château-Porcien, fils de Raoul de Grandpré, seigneur de Château-Porcien, et d'Agnès de Bazoches, mais n'ont pas de postérité. Veuve, elle épouse en secondes noces, Godefroi de Perwez, fils de Godefroi de Louvain et d'Alix van Grimberghe dont elle a deux enfants.
- Garnier V de Traînel († en 1266 ou 1267), seigneur de Marigny. Il épouse Erambour d’Epoisses, fille de Jean d’Epoisses dit de Vignes et de Marguerite, dont il a trois filles :
  - Agnès de Traînel, qui épouse Pons de Thil, qui suit. Par ce mariage, la seigneurie de Marigny passe à la maison de Thil.
  - Marie de Traînel, dame de La Grève, morte sans postérité.
  - Marguerite de Traînel, morte sans postérité.

### Seigneurs de Marigny issus de la Maison de Thil
- Pons de Thil († après 1279), seigneur de Thil-en-Auxois. Il obtient le titre de seigneur de Marigny du chef de sa femme Agnès de Traînel, de qui il a au moins un enfant :
  - Guillaume II de Thil, qui suit.
- Guillaume II de Thil († après 1313), seigneur de Thil et de Marigny. Il épouse en premières noces une dame de La Roche-Nolay, fille de Guillaume de La Roche-Nolay et de Clémence d'Antigny, puis en secondes noces Isabelle de Grandpré, fille de Jean Ier de Grandpré, comte de Grandpré, dont il a au moins un enfant :
  - Jean Ier de Thil, qui suit.
- Jean Ier de Thil († avant 1355), seigneur de Thil et de Marigny. Conseiller du Roi et connétable de Bourgogne. Il épouse en premières noces Agnès de Frôlois, dame de Vézinnes, fille de Jean de Frôlois et d’Agnès de Saint-Vérain, dame de Vézinne, dont il a une fille, puis en secondes noces Jeanne, dame de Châteauvillain, fille de Jean III de Châteauvillain et de Marguerite de Noyers, dont il a un garçon :
  - de (1) : Marie de Thil, qui épouse Edouard de Beaujeu.
  - de (2) : Jean II de Thil, qui suit.
- Jean II de Thil ou Jean IV de Châteauvillain († après 1411), seigneur de Thil et Marigny puis de Grancey du chef de sa femme et Châteauvillain à la mort de sa mère. Il épouse Jeanne de Grancey, dame de Louvois, fille d'Eudes VII de Grancey et de Yolande de Bar, dont il a cinq enfants :
  - Guillaume de Châteauvillain, qui suit.
  - Bernard de Châteauvillain, qui suit après son frère.
  - Marie de Châteauvillain, dame de Louvois, qui épouse Amé Ier de Sarrebruck-Commercy.
  - Yolande de Châteauvillain, qui épouse Jean IV d'Aumont, seigneur de Chappes.
  - Isabelle de Châteauvillain, qui épouse en premières noces Jean d'Aumont et de Chappes, puis en secondes noces Guy de Barbara.
- Guillaume de Châteauvillain († 1439), seigneur de Châteauvillain et de Grancey. Conseiller et chambellan du roi Charles VI de France, grand chambrier de France. Le nom de sa première épouse, dont il a deux enfants, est inconnu. Il épouse en secondes noces Isabeau de La Trémoille, fille de Guy VI de La Trémoille et de Marie de Sully. De relations hors mariage, il a au moins deux enfants illégitimes. À sa mort, il est remplacé par son frère cadet.
  - de (1) : Jeanne de Châteauvillain.
  - de (1)) : Marie de Châteauvillain.
  - de (x) : Bernard, bâtard de Châteauvillain, seigneur de Courtenoiges et de Villers-Monroyer.
  - de (x) : Robert, bâtard de Châteauvillain, seigneur de Breuiande et de Briel.
- Bernard de Châteauvillain († en 1452), seigneur de Thil et Marigny, puis de Châteauvillain et de Grancey à la mort de son frère. Il épouse Jeanne de Saint-Clair, dite de Vez, dont il a deux enfants :
  - Jean V de Châteauvillain, qui suit.
  - Bonne-Jutta de Châteauvillain, dame de Boussenois, qui épouse Thiébaud IX de Neuchâtel-Bourgogne.
- Jean V de Châteauvillain († en 1497), seigneur de Châteauvillain, Grancey, Thil et Marigny. Il épouse Louise Rolin, fille de Nicolas Rolin, chancelier de Bourgogne, dont il a plusieurs enfants.

Vers 1446 ou 1147,  Marigny et Traînel passent aux Jouvenel des Ursins.

### Seconde branche de Traînel
- Dreux Ier de Traînel († après 1268). Il reprend le titre de seigneur de Traînel. Il épouse Béatrix, dont le nom de famille est inconnu, dont il a au moins un enfant :
  - Dreux II de Traînel, qui suit.
- Dreux II de Traînel († après 1311), seigneur de Traînel. Il épouse Jeanne de Saint-Urbain dont il a au moins un enfant :
  - Dreux III de Traînel, qui suit.
- Dreux III de Traînel († en 1318), seigneur de Traînel. Probablement mort jeune et sans postérité.

Le titre de seigneur de Traînel sera ensuite porté par Jean de Traînel, de la branche dite des seigneur de Voisines.

### Branche de Voisines
- Anseau V de Traînel († après 1263), seigneur de Voisines, maréchal puis connétable de Champagne. Il épouse en premières noces Mathilde de Melun, fille de Guillaume II, vicomte de Melun, et d'Agnes de Bellay, dame de Montreuil, mais n'a probablement pas de postérité. Il épouse en secondes noces Marguerite de Mello, veuve de Guillaume Ier de Villehardouin, seigneur de Lézinnes et de Villy, maréchal de Champagne, fille de Guillaume de Mello, seigneur de Saint-Bris, et d'Elisabeth de Mont-Saint-Jean. Il épouse en troisièmes noces Agnès de Mont-Saint-Jean, fille de Guillaume II, seigneur de Mont-Saint-Jean, et de Marie des Barres, dont il a deux enfants :
  - Anseau VI de Traînel, co-seigneur de Voisines, qui suit :
  - Dreux Ier de Traînel, co-seigneur de Voisines, qui suit :
- Anseau VI de Traînel († après 1337), co-seigneur de Voisines avec son frère (cf. ci-dessous). Il épouse Béatrix de Maligny, dont il a deux enfants :
  - Drouin de Traînel († après 1356), co-seigneur de Voisines avec son frère et son cousin. Il épouse Jeanne de Dreux, mais n'a probablement pas de postérité.
  - Jean Ier de Traînel († après 1357), co-seigneur de Voisines avec son frère et son cousin. Il épouse Jeanne de Chaudenay, dont il a au moins un enfant :
    - Béatrix de Traînel  († avant 1386). Dame d'Essoyes et de Soligny. Elle épouse Guillaume du Plessis, bailli de Troyes, puis Girard de Bourbon, seigneur de Montperroux, puis enfin Gauthier de Giouthenans.
- Dreux Ier de Traînel († en 1312), co-seigneur de Voisines avec son frère (cf. ci-dessus). Il épouse Jeanne de Saint-Vérain dont il a un enfant :
  - Dreux II de Traînel († en 1317, co-seigneur de Voisines avec ses cousins. Le nom de son épouse est inconnu, mais il a au moins deux enfants :
    - Jean II de Traînel († avant 1360), co-seigneur de Voisines, puis seigneur de Traînel, de Marigny-le-Châtel, de la Motte-Tilly, de Fontenay-de-Bossery et de Voisines. Conseiller et chambellan du roi. Il épouse en premières noces Marie de Barbançon, puis en secondes noces Catherine d'Egreville. Il a au moins trois enfants :
      - Marguerite de Traînel († après 1380). Dame de compagnie de Jeanne de Valois en Aragon. Elle épouse Robert de Châteauvillain, seigneur de Baye et Vaucler puis de Traînel, d'où postérité.
      - Jeanne de Traînel. Abbesse de Saint-Julien d'Auxerre vers 1335.
      - Eustachie de Traînel († après 1401). Dame de Voisines, Esternay et Migennes. Elle épouse Henri de Châtellès-Nangis, seigneur de Chastel, Esternay et Migennes.

    - Anseau VII de Traînel († après 1331), peut-être co-seigneur de Voisines.

## Sources
- Marie Henry d'Arbois de Jubainville, Histoire des Ducs et Comtes de Champagne, 1865.
- l'abbé Charles Lalore, Documents pour servir à la généalogie des anciens seigneurs de Traînel, 1870.
- l'abbé Eugène-Edmond Defer, Histoire de Traînel, 1884.
- Foundation for Medieval Genealogy